# Орлівка (Сарненський район)
Орлі́вка — село в Україні, у Сарненській міській громаді Сарненського району Рівненської області. Відповідно до Розпорядження Кабінету Міністрів України від 12 червня 2020 року № 722-р «Про визначення адміністративних центрів та затвердження територій територіальних громад Рівненської області» увійшло до складу Сарненської міської громади.Населення становить 701 осіб.

## Географія
Від села на південній стороні пролягає автошлях М07.

## Населення
За переписом населення 2001 року в селі мешкало 706 осіб.

### Мова
Розподіл населення за рідною мовою за даними перепису 2001 року:
| Мова       | Кількість | Відсоток |
| ---------- | --------- | -------- |
| українська | 524       | 99.62%   |
| російська  | 2         | 0.38%    |
| Усього     | 526       | 100%     |